# Canuza
Canuza is een geslacht van vlinders van de familie grasmotten (Crambidae), uit de onderfamilie Odontiinae.

## Soorten
- C. acmias Meyrick, 1897
- C. euspilella Walker, 1866